# Harverd Dropout
Harverd Dropout — другий студійний альбом американського реп-виконавця Lil Pump'а. Вийшов 22 лютого 2019 року.
До альбому увійшло декілька синглів, серед яких: «Designer», «Drug Addicts», «I Shyne» та «Esskeetit». Також на платівці вийшли треки «You Ain't Livin' Life Like Me» та «Arms Around You» (записані за участі XXXTentacion, Rio Santa та Swae Lee), а також «Fasho Fasho» за участі репера Offset. Назва альбому — поклика́ння на часті слова репера, який стверджує, що він начебто кинув навчання в Гарвардському університеті. Оригінальну назву навчального закладу, однак, довелося змінити, аби уникнути судових позовів.

## Історія
Оригінальний реліз мав відбутися 18 серпня 2018 року, однак дату виходу довелося відкласти через те, що Памп «посіяв альбом». Після арешту Гарсії  29 серпня 2018 року за водіння без прав  команда оголосила дату випуску Harverd Dropout 14 вересня 2018 року. Через тиждень, 7 вересня 2018 року, був випущений спільний трек з американським репером Каньє Вестом 
«I Love It» з коміком Адель Гівенсом.

## Список композицій
| #     | Назва             | Тривалість |
| ----- | ----------------- | ---------- |
| 1.    | «Drop Out»        | 2:20       |
| 2.    | «Gucci Gang»      | 2:04       |
| 3.    | «Smoke My Dope»   | 2:15       |
| 4.    | «Crazy»           | 2:05       |
| 5.    | «Back»            | 3:17       |
| 6.    | «D Rose»          | 2:15       |
| 7.    | «At the Door»     | 2:03       |
| 8.    | «Youngest Flexer» | 3:19       |
| 9.    | «Foreign»         | 1:52       |
| 10.   | «Whitney»         | 3:12       |
| 11.   | «Molly»           | 2:02       |
| 12.   | «Iced Out»        | 3:12       |
| 13.   | «Boss»            | 1:46       |
| 14.   | «Flex Like Ouu»   | 1:48       |
| 15.   | «Pinky Ring»      | 3:01       |
| 16.   | «Who Dat»         |            |
| 36:40 |                   |            |

## Чарти
| Чарт (2019)                                        | Найвища позиція |
| -------------------------------------------------- | --------------- |
| Австралія Australian Albums (ARIA)                 | 33              |
| Австрія Austrian Albums (Ö3 Austria)               | 38              |
| Бельгія Belgian Albums (Ultratop Flanders)         | 36              |
| Бельгія Belgian Albums (Ultratop Wallonia)         | 46              |
| Канада Canadian Albums (Billboard)                 | 7               |
| Чехія Czech Albums (ČNS IFPI)                      | 16              |
| Данія Danish Albums (Hitlisten)                    | 17              |
| Нідерланди Dutch Albums (MegaCharts)               | 21              |
| Фінляндія Finnish Albums (Suomen virallinen lista) | 19              |
| Франція French Albums (SNEP)                       | 46              |
| Німеччина German Albums (Offizielle Top 100)       | 67              |
| Ірландія Irish Albums (IRMA)                       | 24              |
| Італія Italian Albums (FIMI)                       | 55              |
| Latvian Albums (LAIPA)                             | 2               |
| Lithuanian Albums (AGATA)                          | 5               |
| Норвегія Norwegian Albums (VG-lista)               | 18              |
| Швеція Swedish Albums (Sverigetopplistan)          | 35              |
| Швейцарія Swiss Albums (Schweizer Hitparade)       | 40              |
| Велика Британія UK Albums (OCC)                    | 48              |
| Велика Британія UK R&B Albums (OCC)                | 40              |
| US Billboard 200                                   | 7               |
| США Top R&B/Hip-Hop Albums (Billboard)             | 3               |

## Сертифікації
| Регіон                                                      | Сертифікація  | Продажі   |
| ----------------------------------------------------------- | ------------- | --------- |
| США (RIAA)                                                  | 2× Платиновий | 2 000 000 |
| продажі+прослуховування, що базуються лише на сертифікаціях |               |           |